# Dominic Einwaller
Dominic Einwaller (17 de febrero de 2003) es un deportista austríaco que compite en tiro, en la modalidad de rifle. Ganó una medalla de bronce en el Campeonato Europeo de Tiro de 2025, en la prueba de rifle estándar 300 m.

## Palmarés internacional
| Campeonato Europeo | Campeonato Europeo    | Campeonato Europeo | Campeonato Europeo   |
| Año                | Lugar                 | Medalla            | Prueba               |
| ------------------ | --------------------- | ------------------ | -------------------- |
| 2025               | Châteauroux (Francia) | Medalla de bronce  | Rifle estándar 300 m |